# Polygala rhinostigma
Polygala rhinostigma är en jungfrulinsväxtart som beskrevs av Chod.. Polygala rhinostigma ingår i släktet jungfrulinssläktet, och familjen jungfrulinsväxter. Inga underarter finns listade i Catalogue of Life.